# 府上征三
府上征三（ふがみせいぞう）は日本のキリスト者。日本基督教団洛陽教会牧師。フランクリン・グラハム国際大会への反対声明賛同人。民族学校を考える会呼びかけ人。平和憲法の会・京都共同代表、賛同人。
2010年8月18日、韓国に対する植民地支配を反省し、日韓友好を築くための民間使節団「平和通信使」を率いて韓国を訪問。「この100年の歴史を振り返ると、日本人の心にアジアをさげすむ気持ちがあり、日本人が韓国人の胸に痛みと悲しみを残す原因となった。日本の罪悪と過去を率直に見つめ、認める姿勢こそが新たな100年を始める機会になるだろう」と挨拶した。